# Boris Nikolajevič Jurjev
Boris Nikolajevič Jurjev (rusky Борис Николаевич Юрьев, 29. říjnajul./10. listopadugreg. 1889, Smolensk – 14. března 1957, Moskva) byl ruský letecký průkopník a konstruktér, který se zabýval především návrhy vrtulníků.

## Životopis
Vedl vrtulníkovou skupinu experimentálního aerodynamického oddílu CAGI (ЭАО ЦАГИ). Společně s Alexejem Michajlovičem Čerjomuchinem a A. M. Izaksonem se podílel na návrhu a konstrukci prvního sovětského vrtulníku CAGI 1-EA.
V lednu 1940 prosadil založení první specializované vrtulníkové konstrukční kanceláře pojmenované OKB-3 (při MAI - Moskevském leteckém institutu) a s Ivanem Pavlovičem Bratuchinem se podílel na vývoji vrtulníku 2MG Omega. Vedení kanceláře již v březnu 1940 přebral I. P. Bratuchin. Od roku 1942 pracoval Jurjev v několika institutech a v roce 1943 se stal členem Ruské akademie věd.
Za své zásluhy byl mj. dvakrát oceněn Leninovým řádem.